# Fernando Flores Morador
Fernando Flores Morador (Montevideo, Uruguay, 19 de abril de 1950 - Lund, Suecia, 2 de enero de 2023) fue un Filósofo de la Tecnología.

## Biografía
Nació en Montevideo, Uruguay, es hijo del Profesor Amaro Flores Sienra y Sara Morador Fantoni y está radicado desde 1982 en Suecia siendo profesor desde 1998 en la Universidad de Lund. Desde 2017, se desempeña como Profesor Honorífico Investigador en el Departamento de Ciencias de la Computación en la Universidad de Alcalá-Madrid.
En los años sesenta Flores Morador se comprometió políticamente con los acontecimientos que culminarían más adelante con el golpe de Estado en Uruguay y el surgimiento del gobierno de facto que rigió el país entre los años 1973 y 1985. Como consecuencia de este compromiso fue encarcelado durante el período de 1972 a 1977, emigrando hacia Suecia en 1982 como refugiado político.

### Pensamiento
Fernando Flores Morador es conocido por su obra epistemológica de revisión del rol de las ciencias humanas en la constitución de las culturas y sus relaciones mutuas.
Su línea de trabajo es fenomenológica y en ella se destacan sus estudios acerca de las tecnologías rotas, un desarrollo de la filosofía de las tecnologías de Martin Heidegger, Don Ihde y Albert Borgmann, y su obra Después del Capitalismo: el Modernismo (Ciborgismo), la cual supone una revisión crítica y original de algunas de las tesis más importantes del materialismo histórico y de sus posibles aplicaciones al estudio del desarrollo de las civilizaciones.
También es uno de los fundadores de la Universidad Virtual Latinoamericana (UVLA) y de la Red de Humanistas Latinoamericanos. A partir del año 2008, colabora con el profesor Luis de Marcos de la Univerisad de Alcalá en el desarrollo de métodos informacionales aplicados al estudio del actuar humano en general. En ese contexto ha publicado varios artículos y un libro The Informational Foundation of the Human Act.

#### El Algoritmo de la Vida
El fenómeno de la vida no puede explicarse sin concebir el movimiento vital —tanto como puro crecimiento o como simplemente vivir— como un movimiento entre dimensiones no-congruentes. Vivir significa desplazarse entre el punto, la línea, el plano y el volumen. Pasar de longitudes a pesos y de pesos a velocidades.
Más allá de lo que se podría creer, estos cambios pueden medirse con precisión con la ayuda de la matemática fractal. Esta matemática fue desarrollada en el campo de la alometría por hombres como D'Arcy Thompson en On Growth and Form (1945), Julian Huxley en Problems of Relative Growth (1932) y formulada más tarde por Benoît Mandelbrot en The Fractal Geometry of Nature (1983).
El término Algoritmo de la vida refiere a la fórmula alométrica básica que relaciona magnitudes incongruentes.
Sobre esta obra Arturo Ardao comentó lo siguiente:

«Nacido hacia 1950, Fernando Flores Morador inició su formación filosófica en la Universidad de Montevideo. En 1982 pasó a Suecia continuando allí sus estudios predilectos en la prestigiosa Universidad de Lund, a cuya docencia llegó a incorporarse; tempranamente especializado en filosofía de la ciencia o teoría del conocimiento científico, o epistemología en sentido estricto. En el caudaloso desarrollo que la epistemología ha tenido en nuestro siglo su  preferente frontera interdisciplinaria respecto, no ya a las ciencias sino a las distintas ramas de la filosofía, ha sido —en general— la de la lógica o metodología. 

Como ha podido verse, muy distinto ha sido el caso de Flores Morador orientado desde la epistemología a la metafísica u ontología. Hasta dónde ha influido en ello el medio académico de su definitiva formación es punto que no podríamos determinar. Dicho medio hace que, inevitablemente, no deje la obra de pertenecer a la filosofía en Suecia. Tanto que en sueco fue escrita su primera versión seguida de inmediato por su traducción al castellano, que la propia nombrada Universidad editó en 1994. Pero más que por la formalidad externa de esta traducción misma, y aún por la nacionalidad del autor, se incorpora este libro al pensamiento filosófico uruguayo por el espíritu que lo anima.»
Arturo Ardao, Cuadernos de Marcha, Nº 100, Montevideo - Uruguay, diciembre de 1994

#### Tierra firme anticipada
Tierra Firme, la tesis doctoral de Flores Morador, es el producto de dos realidades, históricas y culturales, dos “tiempos históricos” en los cuales el autor se divide y define. En esta obra el interés de Flores Morador se centra en la problemática de la praxis histórica y la teoría de la misma, la tesis central de Tierra Firme –la cual será definitivamente incorporada como preocupación central en su obra futura– es la de que la historia se divide en una praxis arcaica y otro moderna, praxis que no necesariamente coincide con las categorías históricas de barbarie y civilización.
Arcaico para Flores Morador es un nivel histórico–social generado en la praxis de las relaciones sanguíneas independientes de cualquier etapa histórica, período o cronología. Lo moderno por otra parte, es entendido como el producto del las relaciones histórico–sociales creadas para eludir, suprimir y someter los lazos sanguíneos de la sociedad.
El objeto de su estudio es el descubrimiento y conquista de América, proceso que Flores Morador estudia desde una perspectiva invertida, es decir, no desde el punto de vista del proceso de civilización de las culturas amerindias, sino desde el punto de vista del proceso de arcaización de las culturas europeas. La tesis de Flores Morador es que ambos procesos son inevitables, que ambos se complementan y sustituyen, que toda civilización no es posible sin arcaísmos, del mismo modo que no hay sociedad que pueda existir sin relaciones sanguíneas.
Tierra Firme Anticipada es una metáfora epistemológica de esta problemática en tanto Europa al descubrir América, descubre sus propias raíces, para Flores Morador los pueblos indios son el espejo de la nueva sociedad europea y el origen de la llamada “sociedad occidental”.

#### Tecnologías rotas

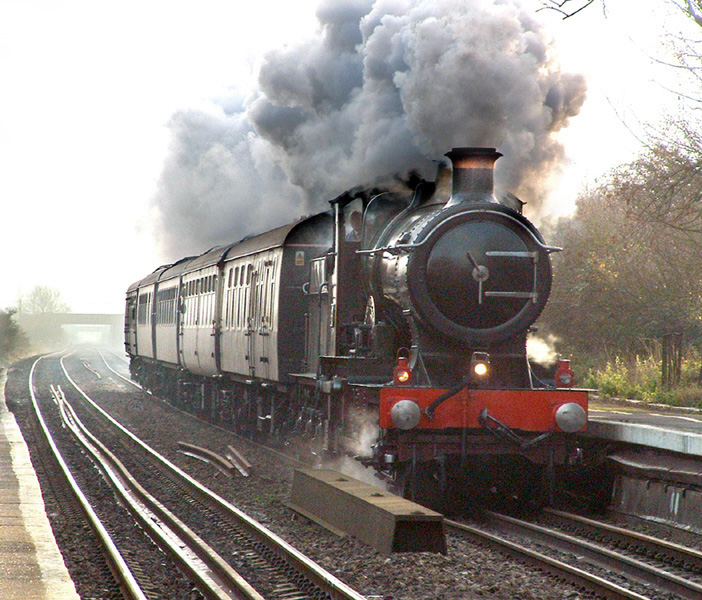
Locomotora a vapor, ejemplo de "tecnología rota".

En este trabajo el autor define la tecnología como el conjunto de los procedimientos eficaces inherentes al trabajo humano, o sea, como la consecuencia inmediata de la intencionalidad, alojada en herramientas y máquinas.
Dadas dos tecnologías cualesquiera que puedan compararse en referencia a una tarea, aquella que mejor la cumpla puede considerarse una tecnología plena, todas las demás serán entendidas como rotas. Es el mercado quien instantáneamente decide los grados de plenitud y ruptura dado que es el mercado el lugar en el que el acoplamiento entre el artefacto y el mundo tiene lugar. Obviamente, toda tecnología "envejece" y más tarde o más temprano se convertirá en una tecnología rota.
Como ejemplo inicial de una tecnología rota se puede presentar el caso de las tecnologías antiguas, como la locomotora a vapor: esta tecnología todavía "funciona" y podría utilizarse hoy de la misma manera que se utilizó hace cien años. ¿Por qué entonces considerarla una tecnología "rota"? Porque su antigüedad hace de ella un medio poco eficiente para cumplir su tarea, es una tecnología que pertenece a un mundo que ya no existe. Entonces, las tecnologías antiguas podrían ser descritas como rotas en su temporalidad.
En su análisis de las diversas dimensiones en que se pueden dar las rupturas define cuatro específicamente:
- Noema es el "percibido como percibido", una "forma", lo puramente eidético.

Rotura noemática: Saber usar algo pero no poder explicar cómo funciona
- Pragma es la usabilidad de un noema revelado a través de la acción de usar el artefacto.

Rotura pragmática: Describir una tecnología con claridad pero no saber cómo construirla.
- Óntico es el campo del conocimiento de y sobre los artefactos antes y después de ser usados.

Rotura óntica: Malinterpretar el fin de las cosas; usar las cosas al margen de su fin original.
- Ontológica es la esfera de la intencionalidad y la acción. La presencia existencial del sujeto que "habita" los artefactos en el momento en que se usan.

Rotura ontológica: hacer cosas que contra toda evidencia no terminan de cuadrar con el mundo.

##### Clasificación de las rupturas
El autor clasifica las posibles rupturas en tres niveles:
- Primer nivel: roturas de carácter cognoscitivo.
- Segundo nivel: roturas de carácter espacio-temporal.
- Tercer nivel: roturas de carácter cultural.

| PRIMER NIVEL         | PRIMER NIVEL              | PRIMER NIVEL                                                       |
| Tipo de ruptura      | Nombre                    | Ejemplo                                                            |
| -------------------- | ------------------------- | ------------------------------------------------------------------ |
| En su Pragma         | Tecnología fantástica     | Teletransportador de materia                                       |
| En su Noema          | Tecnología mágica         | Muñeco vudú                                                        |
| En su Noema y Pragma | Tecnologías tentativas    | Dibujo de un cuchillo que puede también ser un destornillador      |
| Óntica               | Tecnologías de la pobreza | Usar un cuchillo como destornillador                               |
| Ontológica           | Tecnologías infructuosas  | Prototipo de un destornillador que sólo puede usarse como cuchillo |
| Óntica y ontológica  | Arte como tecnología rota | El arte ready-made                                                 |

| SEGUNDO Y TERCER NIVEL | SEGUNDO Y TERCER NIVEL                         | SEGUNDO Y TERCER NIVEL                                                  |
| Tipo de ruptura        | Nombre                                         | Ejemplo                                                                 |
| ---------------------- | ---------------------------------------------- | ----------------------------------------------------------------------- |
| En el tiempo           | Tecnologías enigmáticas                        | Stonehenge                                                              |
| En el tiempo           | Tecnologías obsoletas                          | Disquete informático de 8"                                              |
| En el espacio          | Tecnologías virtuales                          | Software funcionando a través de Internet                               |
| Mediática              | Tecnología de intermedialidad                  | Combinación de texto, imagen y sonido                                   |
| En la realidad         | Tecnologías lúdicas                            | Jugar en general y especialmente con juguetes                           |
| En su valor            | Productos del trabajo en familia               | Cualquier tipo de trabajo producido en casa                             |
| En su idioma           | Idiomáticamente rotas                          | El inglés como idioma internacional, el klingon como lengua artificial. |
| En su calidad          | Tecnologías de aficionados                     | Artefactos creados por amateurs                                         |
| En su naturaleza       | Artefactos que imitan la vida                  | El Robot                                                                |
| En su identidad        | Clonado de seres vivos y reproducción asistida | La oveja Dolly, la subrogación gestacional                              |

#### Después del Capitalismo: el Modernismo (Ciborgismo)
Después del Capitalismo: el Modernismo (Ciborgismo) es una obra que consuma la elaboración teórica de Flores Morador, en ella se perciben coordinados e integrados los conceptos que desarrolló en obras anteriores como Tierra firme anticipada, El Humanista como Ingeniero y la Enciclopedia de las Tecnologías Rotas, entre otras.
Propone una nueva perspectiva del desarrollo histórico de las sociedades, de las relaciones e influencias entre sus componentes y del motor que impulsa los cambios. Utiliza el término artificial no en un sentido de superficialidad sino específicamente como el uso de artefactos para mejorar las capacidades y experiencias del ser humano. Si la vista es natural ver con lentes es más artificial que ver sin ellos. Así también cazar con un búmeran es más artificial que cazar con un garrote, aunque en esencia ambos sean "palos”.
Postula la primacía del conocimiento y la experiencia —lo que en la tradición marxista se define como praxis— sobre la ideología (entendida esta como representación clasista de la realidad). No hay ideología —burguesa, proletaria o cualquier otra— que prime sobre la experiencia acumulada.
Destaca el carácter étnico de las clases sociales, entendidas como resabios arcaicos de la tribu. Le quita a estas todo papel protagónico en el desarrollo de la historia. Esto ya lo ha hecho Habermas para quien la marcha de la historia radica en la comunicación y no en las clases sociales. Pero Habermas no dice nada más. Flores Morador lo completa y dice que radica en la información en todas sus formas pero sobre todo como orden en el mundo. (Una noción de información que recuerda a la noción de orden de Foucault en Les Mots et les Choses.)
Hace recaer el poder en lo que llama la Cosa Nostra, la familia y sus derivaciones en todas sus variantes. Allí donde hay poder hay freno a la modernidad-ciberidad. Por ello el poder es problemático. Esto atañe a lo que se entiende por democracia y a las formas de regular el poder.
Supone una crítica muy dura a toda forma de organización estable, sobre todo los partidos políticos y los sindicatos porque en la parálisis resurgen los lazos de la Cosa Nostra. Esta tesis descoloca pero no condena la labor de los partidos y los sindicatos. Especifica que su rol es el de asegurar el fortalecimiento de la modernidad y nada más. Esta sería una tarea colectiva y sin vanguardias específicas dadas a priori. Supone el rehacer continuo de la propia organización. El reconocimiento de las ONG en general, como formas circunstanciales de la organización política. Estas formas evitan que los valores tribales se enquisten en la organización política.
No hay un socialismo por-venir. No habrá sociedad sin clases. Habrá sociedades ultra modernas, a las que llama ciber-sociedades producto de una ciberidad producida por el desarrollo de relaciones artificiales. Esta sociedad será desarrollada en forma gradual sin final feliz, alcanzando solamente una felicidad coyuntural, provisoria.
Todo trabajo es igual de valioso y el trabajo de bajo contenido informacional —el trabajo de la casa, el club, el barrio, los amateurs, etc.— es mucho, pero mucho más importante que el trabajo en las fábricas y demás centros de concentración del poder económico de las clases-etnias dominantes. El trabajo voluntario o ideal puede ser trabajo para la Cosa Nostra —sigue siendo trabajo de la familia—, pero es importante por su monto, por la masa superior de información generada en este contexto. La valoración del trabajo de las mujeres en el hogar y del trabajo ideal en general. Estos trabajos son creadores de modernidad cuando se vierten a productos de valor social independiente de intereses de clase.
Redefine toda la teoría económica del valor reuniendo en una sola las teorías clásica y marxista con las teorías utilitaristas de los neoclásicos. Transforma la noción de trabajo en un sinónimo de acción. Desmitifica el trabajo como una forma privilegiada de hacer cosas. Desmitifica el capitalismo, la producción de mercaderías, pero también desmitifica el valor de la clase obrera como portadora de la historia futura. La clase obrera es otra familia en una red de familias nacidas de la sociedad esclavista que esclavizaba al bárbaro. Las clases sociales son expresiones del racismo, tapado o no, pero racismo al fin.

#### Entre la modernidad y la arcaicidad: la hodiernidad
La pedagoga y escritora argentina Alejandra Aguirre de la Universidad Nacional de La Plata, Argentina comenta la presentación que Flores hace del concepto "hodiernidad" en el artículo “La Criminalidad Nuestra de cada Día” (octubre de 2016).
"Sostiene el autor, que modernidad y arcaicidad se relacionan en forma indirecta, a través del espacio hodierno, de la esfera del “hoy por hoy”. Afirma, Fernando Flores Morador: “Es así que la historia de la modernización es a la vez historia de la hodiernizacion o “criminalización” de la sociedad. Podemos ver una manifestación histórica paradigmática de este fenómeno en la relación entre el colonizador moderno y las culturas arcaicas” (Fernando Flores Morador, 2016). Concluye: “Sin criminalidad, no hay modernización: por ejemplo, los actos de la conquista colonialista de América, implicaron el despojo y el manipuleo fraudulento de las sociedades indígenas al mismo tiempo que incentivaron el proceso de modernización de esas sociedades (Fernando Flores Morador,2016).
Fernando Flores Morador ubica teóricamente al lector, presentándole un conjunto de categorías de análisis de su marco teórico y la tesis del trabajo. Nociones tales como: modernización, hodiernología, noción de modernidad (principio de modernización) y arcaicidad (principio de identidad), principio de personalización-principio de des-personalización, noción de “orden perfecto” , sujeto hodierno, actos hodiernos, espacios hodiernos, origen del término hodiernidad del latín hodie “perteneciente al hoy”. La temática del crimen, es mencionada en este apartado, el término “crimen” del latín “crime” se aplicaría según el autor a las “tres esferas del actuar social: la arcaicidad, la modernidad y la hodiernidad”.La expresión “modernidad y arcaicidad van de la mano” es circular en su discurso. Describe los procesos modernizadores de las relaciones arcaicas, las relaciones de dependencia humanas y las “relaciones políticas”. En estos procesos, afirma el autor “…la modernidad coloniza a la arcaicidad y que esta, a su vez corrompe la modernidad” (Fernando Flores Morador,2016).Sostiene el autor que “…la arcaicidad se ve a sí misma como “humana” y “humanizante” en tanto ve a la modernización como una forma de alienación, como una debilidad basada en la disolución de la seguridad de la familia en beneficio de procesos sociales y económicos perjudiciales para la sociedad. Ambas ven la acción de la otra como una agresión criminal” (Fernando Flores Morador, 2016). La noción de “criminalidad” también es recurrente en su discurso, es una categoría eje.
En un segundo momento, podemos decir que: Fernando Flores Morador plantea lo que podría llamarse un cambio de Paradigma para abordar las cuestiones ligadas a la violencia en el mundo, en todo tiempo histórico. Ejemplos tales serían, el encierro psiquiátrico , la  cárcel, la degradación de la condición humana , campos de concentración, la privación ilegítima de la libertad, la tortura y desaparición de personas, el despojo en todas sus forma, del cual habla el autor en esta investigación, el avasallamiento, la violencia en todos sus géneros , violencia verbal, simbólica y física, feminicidios, hambrunas mundiales, el crimen sexual y todas las formas de sometimiento, el abuso sexual en niños y adolescentes , la trata de personas, la esclavización sexual mencionada por el autor , genocidios, holocausto, dictaduras extremas, totalitarismos, fascismos, desaparición de personas, crímenes y asesinatos , matanzas indiscriminadas , sometimiento de pueblos enteros, todos crímenes de lesa humanidad, en todos los tiempos históricos.
Como perspectiva de enfoque, se plantea un materialismo-histórico de sesgo existencial-humanista. La cuestión de la” libertad” si bien no aparece explicitada por el autor como categoría central subyace y se subsume a la “violencia” como categoría de análisis, en todo su desarrollo. La temática de la “libertad” sería el eje articulador subyacente-oculto que atraviesa todas las problemáticas que aborda Fernando Flores Morador. De la cuestión de la “libertad” se podría pensar, en una ética de la libertad, como praxis real y concreta, como praxis política de transformación, opina la autora .Una propuesta alternativa contra los avatares de la Modernidad Criminal que plantea el autor. La lógica interna de esta investigación se manifiesta en la presentación de categorías centrales que hacen desde el punto de vista teórico - metodológico una lectura a la vez que interesante, profunda y crítica. El autor no plantea interrogantes explícitos pero sus desarrollos operan como disparadores para plantear reflexiones críticas, para pensar críticamente. En un tercer momento, se analizaran las temáticas desarrolladas por el autor: “El concepto de iniciativa”, “Los actos de despojo”, “Los actos de corrupción”.
El autor nombra “el concepto de iniciativa”, “los actos de despojo”, “los actos de corrupción”, ”el espacio hodierno por excelencia: la cárcel” ,”la sociedad arcaica y el origen del sistema jurídico: Grecia y Roma ”. De estos dos últimos se hará cargo el lector. Del concepto de iniciativa: al buscar “hablar”, “actuar”, o “hacer”, libremente, sin obstáculos. Define la categoría “iniciativa” como: “…capacidad de ocupar un lugar en el espacio-tiempo de la cotidianeidad , el buscar “hablar”, ”actuar”, o “hacer” libremente, sin “obstáculos” con primacía sobre el “Otro” de la mediación social. Actuar “libremente sin obstáculos” se convierte en un imperativo, que adopta la forma, de una confrontación con el “Otro”. Controlar la iniciativa es lo mismo que “ordenar el mundo circundante” que incluye al “Otro”, de manera de que se favorezcan los intereses del sujeto del sujeto de la iniciativa. El mundo circundante tiene para el sujeto un cierto” valor organizacional” expresión de la intencionalidad del acto humano y el concepto de “iniciativa” debe ser entendido como expresión de esa intencionalidad igualmente válida para los actos arcaizantes como para los actos modernizantes”. (Fernando Flores Morador, 2016) Luego el autor comenta, en torno a la “iniciativa”, que la historia es unidireccional, del “pasado” nos dirigimos hacia el “futuro” pasando por el “hoy”. Y como resultado del “futuro” deviene la historia. Continua, el proceso modernizador es “inevitable” y  “primordial” en la historia humana. Pero, afirma Fernando Flores Morador “…el futuro no logra cambiar el pasado heredado sin pasar por la violencia del hoy por hoy” y distingue entre “violencia destructiva” y “violencia de restitución” (Fernando Flores Morador,2016). A este proceso el autor lo denomina “Primacía histórica de la modernidad sobre la arcaicidad”. Citando al autor se puede decir que: “El acto destructivo es un acto de transformación de la complejidad en los sectores del mundo cotidiano que actúan como obstáculos para la modernidad. Por lo mismo el acto destructivo crea indirectamente un nuevo tipo de orden simple; la destrucción del orden arcaico, aumenta la modernidad relativa del perpetuador del acto de violencia” (Fernando Flores Morador, 2016) Así, concluye el autor que los actos no son actos destructivos sino actos de “restitución de identidad”. Desagrega, este apartado en otro interesante, que denomina “Reducción de la complejidad arcaizante e incremento del orden simplificador”. Aquí, plantea la cuestión de la “arcaicidad” como categoría central y expresa que la misma realiza un movimiento que tensiona el vínculo teórico entre ella y la categoría modernidad, al referirse directamente a lo que denomina “complejidad del mundo vital”, su” relación con el medio” y  el” proceso modernizador” que es la consecuencia de la” experiencia y el conocimiento”. Aquí, también menciona los procesos de “destrucción”. Su real concreto desde la perspectiva del materialismo-histórico es “la Colonización de América”. Finalmente se puede decir que: “La reducción de la complejidad o “colonización” es siempre un acto de carácter” violento…”.
Y sobre el proceso que el autor nombra “la despersonalización y burocratización del hombre moderno”; Fernando Flores Morador afirma que: “El proceso modernizador que desdibuja la identidad del sujeto va de la mano de la violencia colonizadora. La sociedad emergente asume gradualmente formas burocráticas de eficiencia que exigen la despersonalización del sujeto” (Fernando Flores Morador, 2016).
Para el autor, en los actos de “despojo” que son destructivos del orden arcaico, disminuye la identidad del “Otro, la identidad del sujeto, al tiempo que, como señala el autor, también des-personalizan. Estos actos destructivos manifiestan formas violentas, tales como: el homicidio, la violación, la piratería, el robo , el plagio, el saqueo, la rapiña , el asalto , el pillaje , el hurto, la violación y la esclavización sexual de la mujer. Escribe el autor: “Los actos de despojo afirman la modernidad indirectamente a través de la destrucción de la identidad del Otro incluyen los fenómenos de la artificialización social conscientes e inconscientes que sustituyen al ser humano por el ciborg. En especial la burocratización de la sociedad que transforma las ciudades en máquinas” (Fernando Flores Morador, 2016).
Colonización y modernidad implican “actos de despojo”, personalización e identidad construida, “de emancipación”. Lo que en la actualidad, denominamos “violencia de género”, ocupa en este apartado referido a “actos de despojo”, una digresión por pare del autor. Fernando Flores Morador, la denomina, “El crimen sexual y la esclavización”. Sostiene el autor que, El crimen sexual y la esclavización de la mujer es un ataque al centro de la estructura familiar” (Fernando Flores Morador,2016)
El fenómeno del feminicidio estaría siendo en la actualidad la expresión más clara de la modernidad, de los “actos destructivos” y de “despojo” contra la mujer, de su pérdida de identidad y libertad, de su des-personalización.
De los “actos violentos” pero no “destructivos : Hacia una “corrupción” instalada, engañosa y alienante. Según el autor,” constatamos que los actos de “corrupción” pueden ser violentos, pero no son actos destructivos , sino que son actos de naturalización de la identidad social del sujeto a través de la manipulación de la modernidad en beneficio de la arcaicidad” (Fernando Flores Morador, 2016). Estos actos a entender de la autora estarían ejerciendo una forma de violencia simbólica, ya que se trata de actos que operan a nivel inconsciente y para la autora la violencia simbólica es “destructiva”. Estos actos “fraudulentos”, son además engañosos, se instalan en la identidad del sujeto y le imprimen una personalización falsa, oscura, con una claridad o conciencia “aparente”. Finalmente, la idea de libertad y alienación se tensionan en “los actos de corrupción”
Quedaría para el final, sintetizar y presentar alguna categoría central como es la de “violencia”  en torno a la cual girarían otras periféricas como la categoría “iniciativa”, la categoría “despojo”, la categoría “corrupción”, la categoría “cárcel” y todas aquellas que el lector decida desagregar a partir de su análisis. A manera de síntesis en el espacio hodierno no hay pasado ni presente, tampoco hay tensión entre ambos, solo existe el apremiante presente como dice el autor, es el “hoy por hoy”. Entonces la modernización, que es en un mismo momento historia de la “hodiernizacion”, deviene la última en “criminalización de la sociedad”. Entonces, en un fuerte giro teórico sostiene el autor que “sin criminalidad no hay modernización”. En una síntesis superadora, Fernando Flores Morador afirma que: “Todos los actos de la Modernidad asumen la forma de despojo. La Modernidad se construye sobre el futuro, la Arcaicidad sobre el pasado y la Hodiernidad sobre el presente”. Se puede decir que como Hannah Arendt que Fernando Flores Morador escribe para los “Tiempos presentes”.

### Fundación informacional del actuar

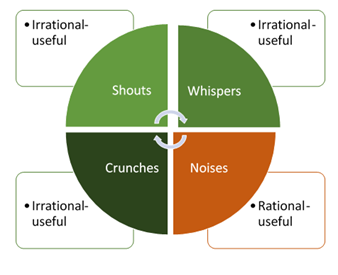
Gritos, susurros, crijidos y ruidos, clasificación del actuar

Desde 2017, Flores Morador culmina 10 años de investigación desarrollados en conjunto con el profesor Luis de Marcos de la Universidad de Alcalá, Madrid. Esta investigación es el resultado de un esfuerzo conjunto realizado en Suecia y España. Se trata del desarrollo de un nuevo campo de investigación que podría denominarse "informática del acto humano". El objetivo es el de utilizar las tecnologías de la información para el estudio del acto humano en general, incluyendo tanto a  los actos corporizados (embodied) como a los no corporizados. El trabajo presenta una teoría de la cuantificación del valor informacional de los actos humanos en tanto generan orden, oponiendo el orden a la entropía.  En relación con esto se presenta el concepto de "valor organizacional". El actuar, se presenta como la consecuencia de un conjunto de elecciones destinadas a crear orden, y a través de éste, imponer la Modernidad. La teoría de la probabilidad de frecuencias de Karl Popper se aplica para caracterizar los actos humanos en términos de su grado de libertad, y para establecer una escala en los tipos de orden de las elecciones humanas. Según las tradiciones filosóficas más influyentes, lo que hace que un acto sea específicamente "humano", es que es la expresión del libre albedrío y, por lo tanto, su naturaleza es racional. Los actos racionales son además, "útiles". Estos actos racional-útiles están en la base de la teoría social y económica y se les consideran también actos éticos. Sin embargo, también se ha aceptado, que no todos los actos realizados por los seres humanos son racionales-útiles; muchos de los actos básicos de actuar humano, pueden encontrarse también en los animales. En consecuencia, aquellos actos que los humanos comparten con los animales, se han distinguido como actos irracionales. Sin embargo, los resultados presentados en nuestra investigación, destacan que el único sentido del actuar, reside en su capacidad de generar orden, de lo cual se desprende que los actos irracionales también son útiles. Se presenta entonces una metodología adecuada para defender tal hipótesis según la cual, tanto la racionalidad como la  irracionalidad en el actuar, es una función de su capacidad organizativa. Desde esta perspectiva, ha sido necesario definir el orden y el desorden, como conceptos operativos que permitieran comparar las diferencias organizacionales generadas por cada tipo de acto. De acuerdo con las conclusiones presentadas, los actos irracionales-útiles, son tan o más importantes que los actos racionales-útiles. Esta investigación incluye la publicación de los resultados de la misma en dos libros. El primero de ellos es una introducción al tema y fue publicado en 2018: The informational foundation of the human act. Al presente (junio de 2020) un segundo libro en le cual se presentan los resultados de la investigación se encuentra en imprenta.
En diciembre de 2021 publica "El hacedor y el tiempo." En este libro se presenta la teoría general del hacer subyacente eb los estudios anteriores, El hacedor y el tiempo.

### Repercusiones de su obra
Otros académicos han elaborado estudios de campo en sus propias investigaciones utilizando las tesis de Flores Morador como una base para la interpretación de sus resultados, algunos ejemplos de esto son los siguientes:
- Entre lo arcaico y lo moderno. Roles sociales y uso de tecnología en la comunidad otomí de Cerrito Parado. por Mariana Geraldine Quintero Campos y Carlos Alberto Esparza Hernández. Instituto Tecnológico de Monterrey, Querétaro.

- "La historia de Nazario. Tecnologías Rotas: narrativas de empoderamiento social." por Adriana Padierna Beltrán. Instituto Tecnológico de Monterrey, Querétaro.

- Estudio comparado de las tecnologías rotas en la comunidad otomí de Cerrito Parado en el Estado de Querétaro, con las ciudades de Querétaro en México y Malmö en Suecia. (↓) por la Dra. Judith Cortés. Instituto Tecnológico y de Estudios Superiores de Monterrey, Querétaro, México.

- Lenguas en retroceso vistas como tecnologías rotas por Ismael Arinas Pellón. Universidad Politécnica de Madrid, Depto. Lingüística aplicada a la Ciencia y la Tecnología.

- Övergivna husvagnar och nyfunnet förnuft. Romer under folkhemmets homogeniseringspolitik från 1950 till 1975 (Casas rodantes abandonadas a cambio de un nuevo sentido común. Gitanos en la casa del pueblo, crítica a la política de homogeneización entre los años 1950 y 1975 en Suecia.) por Refik Samadragja (en sueco) Universidad de Lund
- Ma. Andrea Fernández:  “LA ALFABETIZACIÓN DIGITAL Y LAS COMPETENCIAS NECESARIAS EN EL SIGLO XXI VINCULADAS A LOS PROCESOS DE INCLUSION EXCLUSION”; https://sifp.psico.edu.uy/sites/default/files/Trabajos%20finales/%20Archivos/trabajo_final_de_grado_andrea_fernandez.docx__0.pdf Archivado el 23 de septiembre de 2018 en Wayback Machine. UNIVERSIDAD DE LA REPÚBLICA ORIENTAL DEL URUGUAY FACULTAD DE PSICOLOGÍA.
- Frigørelsesfilosofi– Interview med Enrique Dussel. https://tidsskrift.dk/slagmark/article/view/104737/153592

## Publicaciones

### Libros
- 1994, Lund: "Livets Algoritm." (Filosofiska institutionen).
- 1994, Lund: "El Algoritmo de la Vida." (Filosofiska institutionen). ISBN 9974-2-0003-2
- 1995, Montevideo, Uruguay: "El Algoritmo de la Vida." (Fondo de Cultura Universitaria).
- 1996, Lund: "Siete Ensayos sobre la Libertad." (Heterogénesis)
- 1997, Lund: "Primer Anuario del Seminario Latinoamericano de Filosofía e Historia de las Ideas." (Heterogénesis).
- 2001, Lund: "Mellan åsikt och vittnesbörd. Amerika och Västerlandets arkaiska rötter." (En la opinión y el testimonio, las raíces arcaicas de occidente) (Minervaserien 3). ISBN 91-974153-2-4
- 2003, Lund: "Från Columbus till Che. Latinamerikas idéhistoria." (De Colón al Che, historia de las ideas lationamericanas)(Inst. för kulturvetenskaper). ISBN 91-631-5390-4
- 2004, Lund: "Från Rudbeck till Mandelbrot. Identifikation, imitation och komparation i nutidsvetenskap." (De Rudbeck a Mandelbrot. Identificación, imitación y comparación en las ciencias contemporáneas) Minervaserien 9. (Inst. för kulturvetenskaper) ISBN 91-974153-8-3
- 2004, Lund: "Landet med de sociala skyskraporna, Sverige 1930-1960" (El país de los rascacielos sociales, Suecia 1930-1960) (Universidad de Lund) ISBN 91-631-6979-7
- 2004, Lund: "Las Humanidades en la Era de la Globalización." (Inst. för kulturvetenskaper). ISBN 91-631-5769-1
- 2005, Lund: "Den nya människan. En handbok om 1900-talets idéhistoria." (El Hombre Nuevo, un manual sobre las ideas del siglo 20) (Inst. för kulturvetenskaper). ISBN 91-631-6979-7
- 2005, Montevideo: "Tierra firme anticipada: El descubrimiento de América y las raíces arcaicas de Occidente." (Banda Oriental). ISBN 9974-1-0451-3
- 2007, Lund: "Postmodernism and the Digital Era." (Department of Informatics). ISBN 978-91-633-1105-5
- 2007, Lund: "From Las Casas to Che. An Introduction to Contemporary Latin-America" (Universidad de Lund). ISBN 978–91–633–1106–2
- 2008, Lund: "Tecnologías Rotas. El Humanista como Ingeniero". Introducción al libro homónimo.
- 2010, Lund: The Accident and the Brokenness of History. (enero de 2010). (↓)
- 2011, Lund: Enciclopedia de las Tecnologías Rotas. El Humanista como Ingeniero. (Universidad de Lund). ISBN 978-91-633-9692-2
- 2012, Lund: The Big Bang of History. Visualism in Technoscience. (Universidad de Lund). ISBN 978-91-633-9204-7
- 2013, Lund: Después del Capitalismo: el Modernismo (Ciborgismo). Contribución a la crítica del Materialismo Histórico; (Universidad de Lund) ISBN 978-91-637-4328-3. (↓)
- 2014, Lund: Switches of Memory: Remarks on historiography.
- 2018, Alcalá de Henares: The Informational Foundation of the Human act.
- 2020, Alcalá de Henares: The informational measurement of the human act.
- 2021, SSRN, Research gate: El hacedor y el tiempo.  El hacedor y el tiempo

### Artículos
- 1993, Lund: "Prolegomena för en filosofi om livet." (Introducción a una filosofía de la vida) (Filosofiska Institutionen).
- 1995, Santiago, Chile: "Paradojas de la Discriminación." (Revista de Filosofía, Vol. XLV-XLVI Universidad de Chile).
- 1997, Lund: "Apuntes para una Tipología del texto Filosófico Literario." (Idé –och lärdomshistoria,).
- 1998, Lund: "Virtual Organization. Political Power in the age of Internet." (Idé –och lärdomshistoria.)
- 1998, Bergen, Noruega: "Identidad de la filosofía latinoamericana." (Corriente del Golfo, 3-4, Bergen).
- 1999, Montevideo: "Organización Virtual. Poder y organización." Montevideo.
- 2000, México: "Historia breve del Ordenador" (A brief history of the Computer.) (UNAM)
- 2000, Dinamarca: "What is human and what is artificial in electronic communication." (Acerca de la lo que es humano y lo que es artificial en la comunicación electónica.) (Revista Rosenholmeren).
- 2005, Lund: "The country of the social skyscrapers: Sweden 1930-1960". (Inst. för kulturvetenskaper).
- 2005, Lund: "1960-talets ungdomsrevolt och den sexuella revolutionen". (La rebelión juvenil y la revolución sexual en los 60.) (Inst. för kulturvetenskaper).
- 2006, São Paulo, Brasil: "La filosofía matemática de Karl Marx en los manuscritos de 1881. Un esbozo." (Coautor: Mario Natiello).
- 2006, Lund: "Om praxisbegreppet." Filosofiska citat. Festskrift till Svante Nordin. (Sobre las idea de praxis. Capítulo de la obra en homenaje a Svante Nordin) (Atlantis).
- 2010, Nueva York: "Visualism in Mathematics: Expanding Hermeneutics." (julio de 2010). (↓)
- 2011, Lund: "Eidetic Grammar." (febrero de 2011) (↓)
- 2011, Madrid: "La viga en el ojo: los nuevos medios de comunicación, la escuela y las tecnologías rotas." (mayo de 2011) Publicado en sueco (↓)
- 2011, Lund: "The Metaphysics of Sexual Technologies." (junio de 2011) (↓)
- 2011, Bogotá: "Escribir y publicar en el centro y en la periferia de la ciencia." (diciembre de 2011) (↓)
- 2012, Lund: "Looking for Sartre: Remarks to a Phenomenology of Searching and Finding." (noviembre de 2012). (↓)
- 2013, Lund: "Aganometry; Quantifying Modernization." (abril de 2013) (↓)
- 2013, Montevideo: "Marx and the Moral Depreciation of Technology: Labor Value as Information." (mayo de 2013) (↓)
- 2013, Montevideo: "La Biblioteca Sumergida. Reflexiones sobre de las tecnologías del Orden." (junio de 2013) (↓)
- 2014, Montevideo: "Tecnócratas y profanos. La civilización en la encrucijada." (noviembre de 2014) (↓)
- 2015-2020: Artículos publicados en SSRN: Social Sciense Research Network - Descargas disponibles de textos de Fernando Flores Morador.
- 2019: Flores Morador, F., de Marcos Ortega, L., & Flores Bjurström, C. (2019). "Quantum Computation in a Human Environment." [https://papers.ssrn.com/sol3/papers.cfm?abstract_id=3477397]
- 2021: Fernando Flores Morador, Luis de Marcos Ortega, Carmen Flores Bjurström. (2021). "Hermeneutics of Measurement." [https://papers.ssrn.com/sol3/papers.cfm?abstract_id=3802605]